# Heteralex aspersa
Heteralex aspersa là một loài bướm đêm trong họ Geometridae.